# Södra stambanan
Södra stambanan – zelektryfikowana linia kolejowa o długości 483 km między Malmö a Katrineholm i Järna w Szwecji. Pierwszy odcinek linii został otwarty w 1856 roku między Malmö i Lund, a ostatni w 1874 roku. Linia w całości składa się z podwójnego toru. Dzisiaj na większości linii kolejowej pociągi X2000 kursują z prędkością 200 km/h.
Około roku 2020 planowane jest otwarcie nowej linii dużych prędkości od Linköping do Södertälje. Projekt ten nazywa się Ostlänken i skróci czas podróży o 40 min. Planowane jest również zwiększenie dopuszczalnej prędkości do 250 km/h między Nässjö i Hässleholm około roku 2020.